# Biosyntese
Biosyntese (også kaldet biogenese) er en enzymkatalyseret proces i alle levende celler, hvor substrater omdannes til mere komplekse produkter. Biosyntesen udgør derfor ofte anabolisme i levende organismer. Biosyntesen består ofte af flere koblede enzymatiske trin, hvor produktet fra det ene trin bliver brugt som substrat i det efterfølgende trin. Eksempler på sådanne biosyntetiske processer med flere reaktionstrin er syntesen for aminosyrer, fedtsyrer og naturstoffer. Biosyntesen spiller en stor rolle i alle celler, og kombineret udgør de mange specialiserde, metabolske reaktioner generel metabolisme.   
Forudsætningene for biosyntese er prekursorene (kemiske forbindelser som deltager i reationer som giver andre forbindelser), kemisk energi (for eksempel i form af ATP) og katalytiske enzymer, som kan kræve reduktionsmidler (for eksempel i form af NADH eller NADPH).
Almindelige kendte produkter i biosyntesen omfatter blandt andet proteiner, vitaminer og antibiotika. De fleste organiske forbindelser i levende organismer dannes i biosyntetiske reaktioner. 
| Biologi | Spire Denne artikel om biologi er en spire som bør udbygges. Du er velkommen til at hjælpe Wikipedia ved at udvide den. |